# Menjamel cridaner
El menjamel cridaner (Manorina melanocephala) és una espècie d'ocell de la família dels melifàgids (Meliphagidae) que habita boscos i ciutats de Tasmània i Austràlia oriental, des del nord-est de Queensland, cap al sud, a través de l'est de Nova Gal·les del Sud fins al sud de Victòria i sud-est d'Austràlia Meridional.